# Calymmochilus planus
Calymmochilus planus är en stekelart som först beskrevs av Boucek 1988.  Calymmochilus planus ingår i släktet Calymmochilus och familjen hoppglanssteklar. Inga underarter finns listade.